# Второе правительство Фрадкова
Правительство Российской Федерации под председательством М. Е. Фрадкова действовало в период с 12 мая 2004 года по 12 сентября 2007 года.
Структура Правительства утверждена Указом Президента Российской Федерации от 20.05.2004 № 649 «Вопросы структуры федеральных органов исполнительной власти».
Список министерств, действовавших в 2004—2007 годах, см. в статье Структура федеральных органов исполнительной власти (2000—2008).

## Назначение Михаила Фрадкова
| Фракция                           | Депутаты | За  | Против | Воздержались | Не голосовали | Вакантные места |
| --------------------------------- | -------- | --- | ------ | ------------ | ------------- | --------------- |
| «Единая Россия»                   | 306      | 302 | 0      | 0            | 4             |                 |
| КПРФ                              | 52       | 1   | 48     | 0            | 3             |                 |
| «Родина»                          | 39       | 11  | 24     | 1            | 3             |                 |
| ЛДПР                              | 36       | 36  | 0      | 0            | 0             |                 |
| Независимые депутаты              | 14       | 6   | 0      | 7            | 1             |                 |
| Общий результат                   | 447      | 356 | 72     | 8            | 11            | 3               |
| Справка о результатах голосования |          |     |        |              |               |                 |

## Новые Министерства
Курсивом выделены ведомства, подвергшиеся реорганизации (преобразованию, объединению, разделению) или упразднению.
- Министерство транспорта Российской Федерации (преобразовано из Министерства транспорта и связи Российской Федерации в результате его реорганизации)
- Министерство информационных технологий и связи Российской Федерации (образовано при разделении Министерства транспорта и связи Российской Федерации)
- Министерство регионального развития Российской Федерации (образовано Указом Президента Российской Федерации от 13.09.2004 № 1168)

## Члены Правительства
Наименования должностей членов Правительства приводятся так, как они официально именовались. Курсивом выделены должности, ликвидированные до момента отставки Правительства в полном составе.
| Должность | Имя                                                        |
| --- | ---------------------------------------------------------- |
| Председатель Правительства Российской Федерации | Фрадков Михаил Ефимович (12 мая 2004 — 12 сентября 2007)   |
| Первый заместитель Председателя Правительства Российской Федерации | Медведев Дмитрий Анатольевич (с 14 ноября 2005)            |
| Первый заместитель Председателя Правительства Российской Федерации | Иванов Сергей Борисович (с 15 февраля 2007)                |
| Заместитель Председателя Правительства Российской Федерации | Жуков Александр Дмитриевич                                 |
| Заместитель Председателя Правительства Российской Федерации | Иванов Сергей Борисович (14 ноября 2005 — 15 февраля 2007) |
| Руководитель Аппарата Правительства Российской Федерации (Министр Российской Федерации, с 15 февраля 2007 года — Заместитель Председателя Правительства Российской Федерации | Козак Дмитрий Николаевич (20 мая 2004 — 13 сентября 2004)  |
| Руководитель Аппарата Правительства Российской Федерации (Министр Российской Федерации, с 15 февраля 2007 года — Заместитель Председателя Правительства Российской Федерации | Нарышкин Сергей Евгеньевич (с 13 сентября 2004)            |
| Министр здравоохранения и социального развития Российской Федерации | Зурабов Михаил Юрьевич                                     |
| Министр внутренних дел Российской Федерации | Нургалиев Рашид Гумарович                                  |
| Министр Российской Федерации по делам гражданской обороны, чрезвычайным ситуациям и ликвидации последствий стихийных бедствий                                                | Шойгу Сергей Кужугетович                                   |
| Министр иностранных дел Российской Федерации | Лавров Сергей Викторович                                   |
| Министр информационных технологий и связи Российской Федерации | Рейман Леонид Дододжонович                                 |
| Министр культуры и массовых коммуникаций Российской Федерации | Соколов Александр Сергеевич                                |
| Министр обороны Российской Федерации | Иванов Сергей Борисович (20 мая 2004 — 15 февраля 2007)    |
| Министр обороны Российской Федерации | Сердюков Анатолий Эдуардович (с 15 февраля 2007)           |
| Министр образования и науки Российской Федерации | Фурсенко Андрей Александрович                              |
| Министр промышленности и энергетики Российской Федерации | Христенко Виктор Борисович                                 |
| Министр природных ресурсов Российской Федерации | Трутнев Юрий Петрович                                      |
| Министр регионального развития Российской Федерации | Яковлев Владимир Анатольевич (с 13 сентября 2004)          |
| Министр сельского хозяйства Российской Федерации | Гордеев Алексей Васильевич                                 |
| Министр транспорта Российской Федерации | Левитин Игорь Евгеньевич                                   |
| Министр финансов Российской Федерации | Кудрин Алексей Леонидович                                  |
| Министр экономического развития и торговли Российской Федерации | Греф Герман Оскарович                                      |
| Министр юстиции Российской Федерации | Чайка Юрий Яковлевич (20 мая 2004 — 23 июня 2006)          |
| Министр юстиции Российской Федерации | Устинов Владимир Васильевич (с 23 июня 2006)               |
| Первый заместитель Председателя Военно-промышленной комиссии при Правительстве РФ — Министр Российской Федерации                                                             | Путилин Владислав Николаевич (с 20 марта 2006)             |